# Dennis Haysbert
Dennis Dexter Haysbert (ur. 2 czerwca 1954 w San Mateo, Kalifornia) – aktor amerykański. Rzecznik fundacji Discovery Channel Global Education Partnership.

## Filmografia
- 1989: Pierwsza liga (Major League)
- 1990: Komando Foki (Navy Seals) - Billy Graham
- 1992: Pole miłości (Love Field) - Paul Cater
- 1995: Gorączka (Heat) - Breedan
- 1995: Czekając na miłość (Waiting to Exhale) - Kenneth
- 1997: Władza absolutna (Absolute Power) - Tim Collin
- 1999: Trzynaste piętro (Thirteenth Floor) - Detektyw Larry McBain
- 1999: Zagubione serca (Random Hearts) - Detektyw George Beaufort
- 2000: Miłość i koszykówka (Love and Basketball) - Zeke McCall
- 2001: 24 godziny (serial) (24) - David Palmer
- 2002: Daleko od nieba (Far from Heaven) - Raymond Deagan
- 2003: Sindbad: Legenda siedmiu mórz (Sinbad: Legend of the Seven Seas) - Kale (głos)
- 2005: Jarhead. Żołnierz piechoty morskiej - Major Lincoln
- 2006: Jednostka - Jonas Blane
- 2007: Goodbye Bafana – Nelson Mandela